# Enciclopedia de la cultura coreana
La Enciclopedia de la cultura coreana (en hangul, 한국민족문화대백과사전), también conocida como EncyKorea, es una enciclopedia en idioma coreano publicada por la Academia de Estudios de Corea y DongBang Media Co. Se publicó originalmente en forma de libros físicos de 1991 a 2001. Actualmente existe una versión en línea de la enciclopedia que sigue siendo actualizada.
Los artículos de la enciclopedia están dirigidos a aquellos lectores que quieran aprender sobre la cultura y la historia coreanas, y han sido escritos por más de 3.800 eruditos y colaboradores expertos asociados principalmente a la Academia de Estudios de Corea. El periódico coreano Munhwa Ilbo la calificó como la enciclopedia más extensa de estudios coreanos.
En 2001 se publicó la edición digital EncyKorea en CD-ROM y DVD.
Es una de las enciclopedias más utilizadas para el estudio de la cultura coreana.